# Clytocerus inequalis
Clytocerus inequalis és una espècie d'insecte dípter pertanyent a la família dels psicòdids que es troba a Àfrica: Sud-àfrica.